# Yên Thắng, Ninh Bình
Yên Thắng là một phường thuộc tỉnh Ninh Bình, Việt Nam.

## Địa lý
Yên Thắng nằm cách phường Hoa Lư - trung tâm tỉnh lỵ Ninh Bình 13nbsp;km về phía Tây Nam, có vị trí địa lý:
- Phía đông giáp xã Yên Mô.
- Phía tây giáp phường Tam Điệp và phường Yên Sơn.
- Phía nam giáp phường Trung Sơn và xã Đồng Thái.
- Phía bắc giáp phường Đông Hoa Lư và phường Nam Hoa Lư.

Phường Yên Thắng	có diện tích:	29,95	km², 	dân số:	28.405	người, mật độ dân số: 	948	người/km². 	Đây là đơn vị có diện tích xếp thứ:	44	, số dân xếp thứ: 	79	và mật độ dân số xếp thứ: 	103	trong số 129 xã, phường ở Ninh Bình.	
Phường này nằm trên Quốc lộ 1, 12B, Đường cao tốc Bắc – Nam, Đường cao tốc Ninh Bình – Hải Phòng, và cũng là nơi có sông Vạc, sông Bến Đang chảy qua.
Chợ Tu - Phố Tu - Xã Yên Thắng là một trong những chợ quê nổi tiếng ở Ninh Bình.

### Địa hình
- Yên Thắng chủ yếu là đồng bằng, có một vài núi thấp thuộc dãy Tam Điệp.
- Hồ Yên Thắng thuộc xã Yên Thắng cùng với hồ Đồng Thái và hồ Yên Quang là những hồ nước tự nhiên lớn nhất Ninh Bình. Tại đây đã xây dựng sân golf Hoàng Gia.

## Lịch sử
Theo Nghị quyết số 1674/NQ-UBTVQH15 ngày 16/6/2025 về sắp xếp các đơn vị hành chính cấp xã của tỉnh Ninh Bình năm 2025, Sắp xếp xã Yên Thắng (huyện Yên Mô), xã Khánh Thượng và phường Yên Bình thành phường mới có tên gọi là phường Yên Thắng.

## Di tích

### Đền Vua Lê
Yên Thắng cũng có đền Vua Lê Đại Hành, tương truyền nơi đây xưa có thành Thiên Phúc do Lê Hoàn xây dựng và khi Ngô Nhật Khánh đưa Chiêm Thành tấn công thành này đã bị bão dìm chết ở cửa biển Thần Phù, gần khu vực này. Đây cũng là xã được công nhận Anh hùng lực lượng vũ trang nhân dân Lưu trữ ngày 15 tháng 3 năm 2016 tại Wayback Machine ở Ninh Bình.

### Hồ Yên Thắng

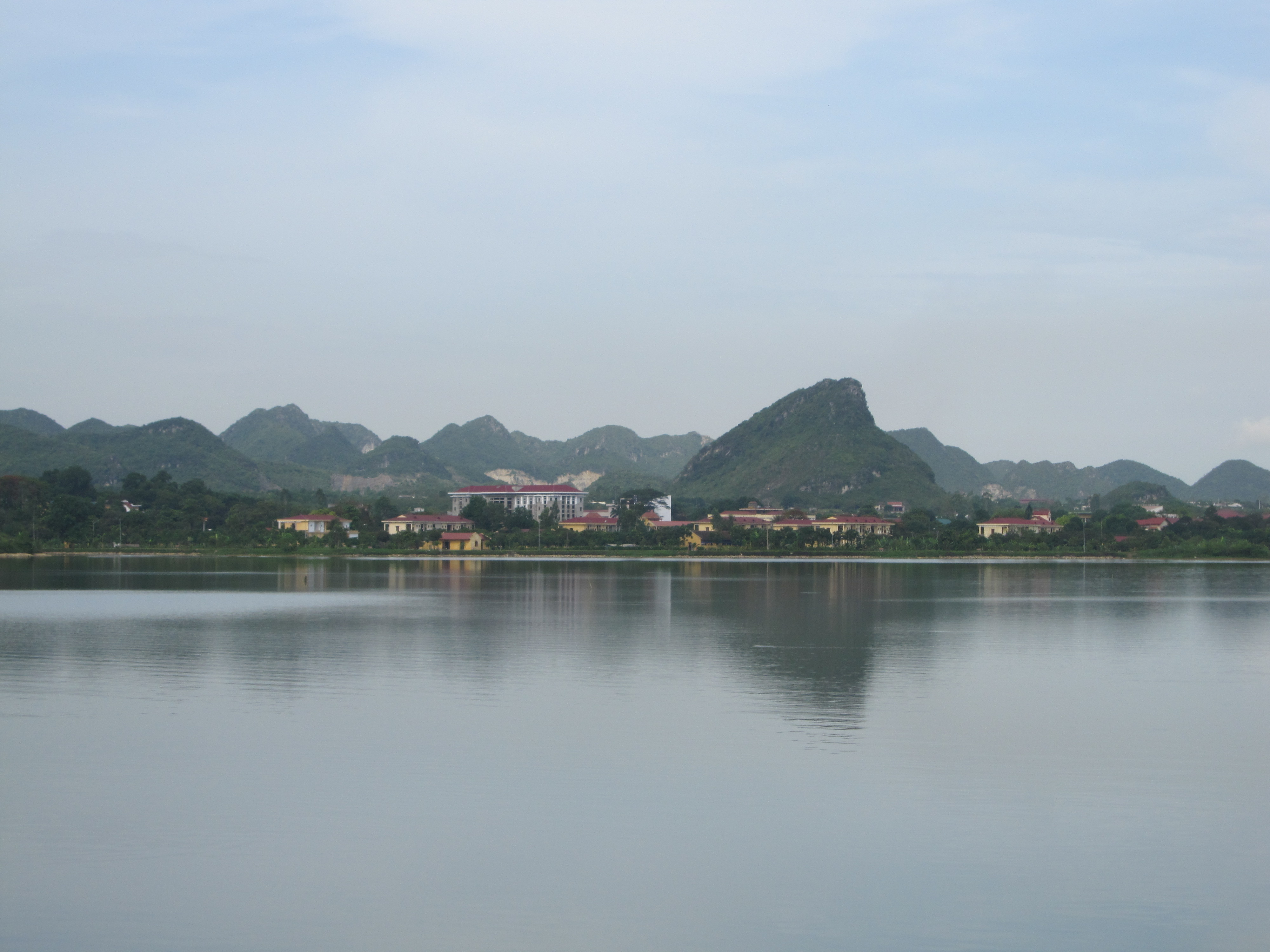
Một góc hồ Yên Thắng

Hồ Yên Thắng nằm chạy dài dưới chân đồi thuộc ba Đông Sơn, Yên Thành và Yên Thắng với diện tích mặt nước 180 ha và 240 ha đồi cây xung quanh, tạo nên một cảnh quan thiên nhiên hài hòa, môi trường sinh thái trong lành. Hệ thống hồ Yên Thắng hiện cũng một công trình thủy lợi chống lũ, đảm bảo an toàn cho sản xuất và đời sống của nhân dân các xã Yên Thắng, Yên Thành, Yên Hòa của huyện Yên Mô. Với một hệ thống đập tràn, tưới tiêu, hệ thống giao thông thuận lợi chỉ cách thành phố Ninh Bình 15 Km, hồ Yên Thắng hứa hẹn là một điểm du lịch sinh thái, nghỉ dưỡng cuối tuần cho du khách trong và ngoài nước.

### Đền Núi Hầu
Đền Núi Hầu (Yên Thắng, Yên Mô) thờ thần Cao Sơn trấn trạch vùng núi phía tây Hoa Lư tứ trấn ở Ninh Bình. Thần Cao Sơn nguyên là Lạc tướng Vũ Lâm, cai quản vùng núi Vũ Lâm phía tây Ninh Bình. Đền thờ chính của thần ở huyện Phụng Hóa, nay là đền Láo ở xã Văn Phú, Nho Quan, Ninh Bình. Vị thần này có công phù trợ quân Lê Tương Dực diệt được Uy Mục nên được dân làng Kim Liên rước về thờ trấn phía Nam kinh thành Thăng Long. Ở Ninh Bình, thần Cao Sơn được thờ ở nhiều di tích thuộc vùng núi Nho Quan - Tam Điệp và là vị thần trấn trạch phía tây Hoa Lư tứ trấn.
Đền Núi Hầu hiện còn giữ được 5 sắc phong, trong đó có một sắc phong thời Tây Sơn, đời Cảnh Thịnh năm thứ tư (1796). Nội dung sắc phong có lời tôn vinh vị thần được thờ tại đền là Cao Sơn Đại Vương. Năm Mậu Thân (1789) Vua Quang Trung tiến quân ra Bắc đóng hành doanh ở phòng tuyến Tam Điệp trước khi tiến quân ra Thăng Long đã cầu thần Cao Sơn âm phù diệt giặc. Sau chiến thắng giặc Mãn Thanh, năm Quang Trung thứ Hai có phong duệ hiệu của thần: Cao Sơn, Linh cảm, Diên Huống, Gia Khánh, Phương Du, Hồng Liệt, Anh Thanh Đại Vương.
Theo như thần phả các đền thờ Cao Sơn ở Ninh Bình thì Cao Sơn đại vương là Lạc tướng Vũ Lâm (tức vùng núi phía tây Ninh Bình ngày nay nên còn được gọi là vị thần tây trấn Hoa Lư tứ trấn), khi vâng mệnh vua Hùng đi tuần từ vùng Nam Lĩnh đến vùng Thiên Dưỡng, đã tìm ra một loài cây thân có bột dùng làm bánh thay bột gạo, lấy tên mình đặt tên cho cây là Quang lang (dân địa phương vẫn gọi là cây quang lang hay cây búng báng). Thần đã dạy bảo và giúp đỡ người dân làm ăn sinh sống đồng thời bảo vệ khỏi các thế lực phá hoại vì vậy đã được nhân dân lập nhiều đền thờ.